# Ga Buram
Ga Buram (tiếng Hàn: 불암역; Hanja: 佛岩驛) là ga trên Tuyến BGLRT của Busan Metro ở Buram-dong, Gimhae, Hàn Quốc.

## Liên kết
- (tiếng Hàn) Thông tin ga từ Tổng công ty vận chuyển Busan